# Hyperackumulator

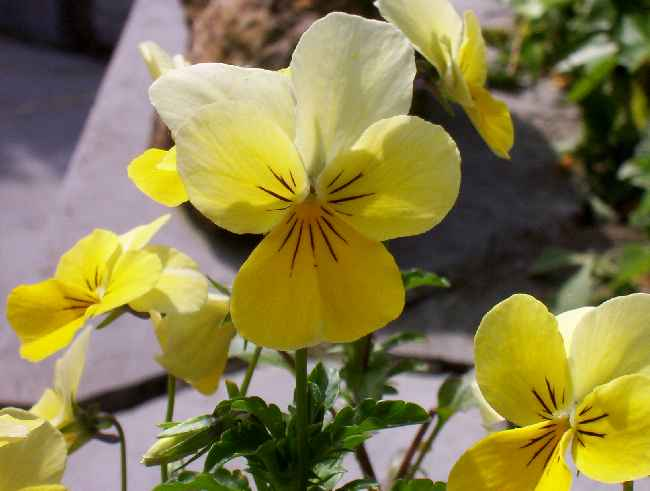
Gelbes Galmeiveilchen, en hyperackumulator

En hyperackumulator är en växt som kan växa i mark med mycket höga halter av metaller, och som absorberar dessa genom sina rötter och koncentrerar extremt höga halter av metaller i sin vävnad.
Vissa av dessa växter kan ta upp tungmetaller ur marken med sådan effektivitet att de kan rena förorenad jord, genom så kallad fytoremediering.